# 해밀턴 캠프
해밀턴 캠프(Hamilton Camp, 1934년 10월 30일 ~ 2005년 10월 2일)는 미국의 작곡가 겸 작사가, 연극 배우, 영화배우, 텔레비전 배우, 성우, 가수, 싱어송라이터이다.
런던에서 태어났으며 로스앤젤레스에서 사망하였다. 사인은 심근 경색이다.

## 영화
- 4번째 테너 (2002년)
- 조는 못말려 (2001년)
- 억만장자와 결혼하는 법 (2000년)
- 패밀리 트리 (1999년)
- 덤 앤 더머 서부시대로 가다 (1998년)
- 닥터 두리틀 (1998년)
- 페블과 펭귄 (1995년)
- 리틀 고르디 (1995년)
- 50피트 우먼 (1993년)
- 우주의 투사 (1991년)
- 살인 도시 메가빌 (1990년)
- 딕 트레이시 (1990년)
- 신부 행진곡 (1989년)
- 인어 공주 (1989년)
- 버드 (1988년)
- 그 맑고 환한 밤 중에 (1984년)
- 미트볼 2 (1984년)
- 내 사랑 로라 (1984년)
- 산타를 찾아서 (1984년)
- 시티 히트 (1984년)
- 아이 테이크 디즈 맨 (1983년)
- 언더 화이어 (1983년)
- 이팅 라울 (1982년)
- 할리우드의 건달들 (1981년)
- 개구쟁이 스머프 (1981년)
- 로디 (1980년)
- 스타 워즈 2020 (1979년)
- 매쉬 - 시리즈 (1972년)
- 폴라인의 모험 (1967년)
- 보난자 (1959년)
- 타이타닉의 최후 (1953년)